# 博西奥
博西奥（義大利語：Bosio），是意大利亚历山德里亚省的一个市镇。总面积66.88平方公里，人口1227人，人口密度18.3人/平方公里（2009年）。ISTAT代码为006022。